# Volvo XC70

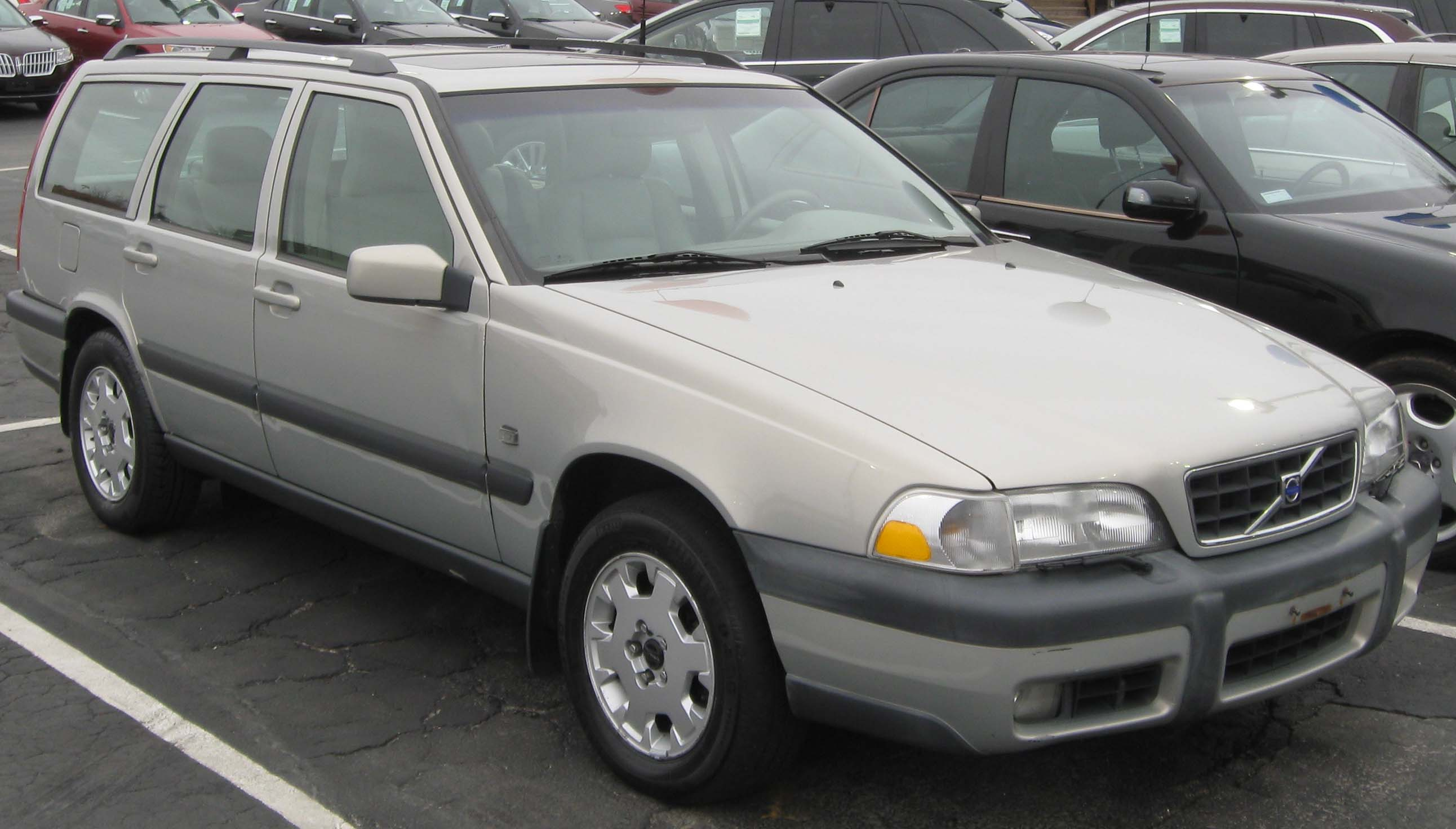
Volvo V70 XC (1997 - 2000).

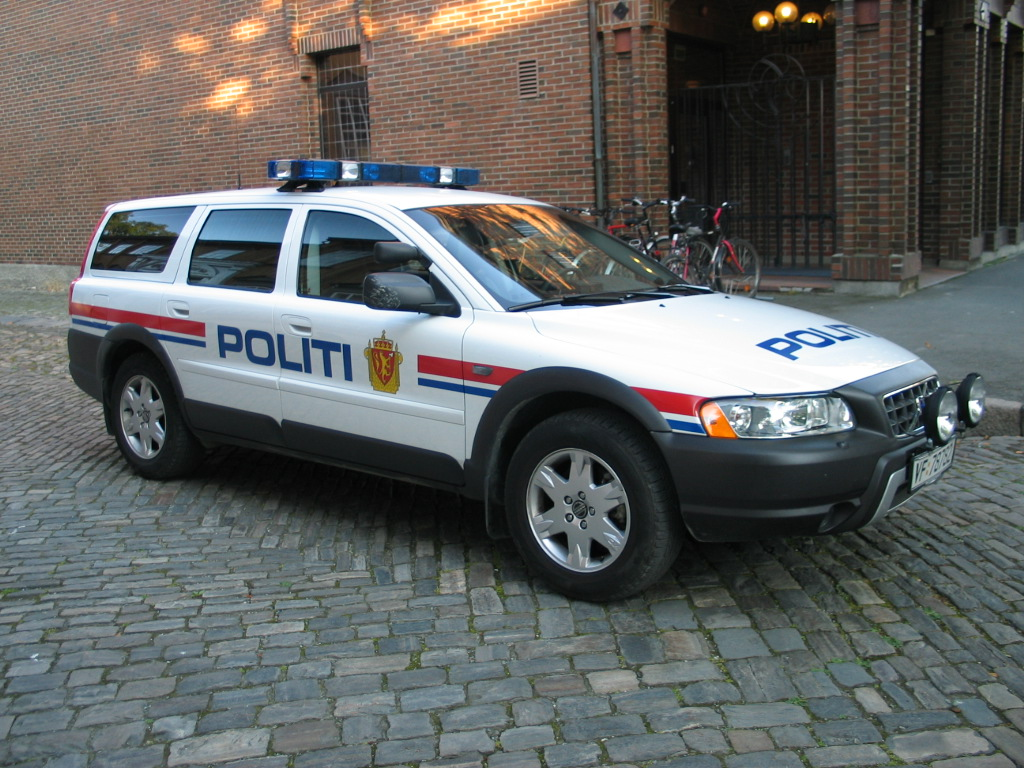
Volvo XC70 (2000 - 2007) van de Noorse politie.

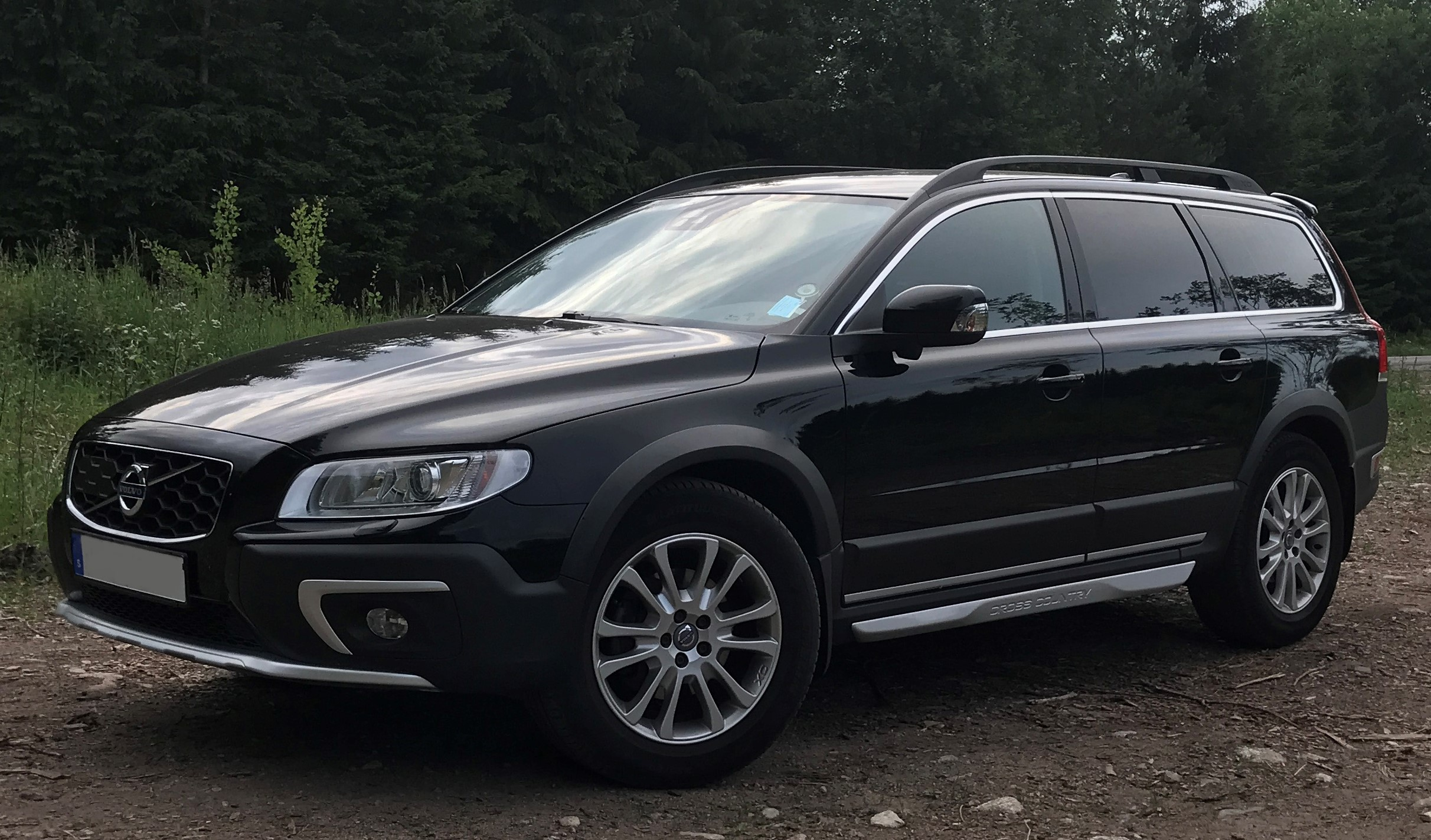
XC70 (2008-2016)

De Volvo XC70 (eerst V70 XC genoemd) is een auto van het Zweedse merk Volvo. De typering XC staat voor Cross Country. De wagen is een aangepaste versie van de Volvo V70, bedoeld als terreinwagen.
Het verschil met de V70 is dat de XC70 een grotere bodemvrijheid heeft, grotere bumpers heeft, voorzien is van een zogenoemde mudplate om de motorruimte te beschermen en vierwielaandrijving heeft. De auto wordt in Zweden gebouwd. Voor de komst van de Volvo XC90 in 2002 was dit de enige terreinwagen in het Volvo-gamma.
In 2007 is het model samen met de V70 compleet vernieuwd.
Huidige modellen:
EC40 · 
EX30 · 
S60-V60 · 
S90-V90 · 
XC40 · 
XC60 · 
XC90 · 
EX90
Modellen geïntroduceerd na 1965:
100-serie · 
164 · 
200-serie · 
262C · 
66 ·
300-serie · 
400-serie ·
480 ·
700-serie · 
850 · 
900-serie · 
C30 · 
C70 · 
S40 · 
S70 · 
S80 · 
V40 ·
V40 Classic ·
V50 · 
V70-XC70
Modellen geïntroduceerd voor 1965:
ÖV4 · 
PV4 · 
PV650-serie ·
TR670-serie ·
PV36 ·
PV800-serie ·
PV50-serie · 
PV444 ·
PV60 ·
Duett ·
P1900 ·
Amazon · 
PV544 ·
P1800
Conceptauto's:
Philip ·
VESC ·
ECC ·
YCC ·
ReCharge ·
Concept You